# Mabel's Dramatic Career
Mabel's Dramatic Career és una pel·lícula muda estatunidenca dirigida per Mack Sennett, i protagonitzada per Mabel Normand, Mack Sennet i Ford Sterling. Es va estrenar el 8 de setembre de 1913.

## Argument
Mack (Mack Sennet) és un pagesot que s'ha enamorat de la criada (Mabel Normand) que la seva mare (Alice Davenport) ha contractat perquè l'ajudi. Per mostrar-li el seu amor li dona un anell. La mare els sorprèn en aquell moment, manifesta estar en contra i envia Mabel a treballar a la cuina. Poc després, una «noia de ciutat» (Virginia Kirtley) amb uns aires sofisticats els visita. Mack s'hi mostra de sobte molt més interessat, per a satisfacció de la mare i terror de Mabel que quan intenta aturar el galanteig se la fa fora de l'habitació. Mack surt un moment a buscar-la i li demana que li torni l'anell. Mabel s'enfada i el persegueix a ell i la noia amb un bastó fins que és acomiadada. Llavors abandona la casa i se'n va cap a Hollywood, per recomençar la seva vida.
Un cop Mabel és fora, Mack demana a la noia de casar-s'hi, i ella se'n riu d'ell. La fa fora i després mira una fotografia que té de Mabel, conscient que l'ha perdut. A la ciutat, Mabel passa per davant dels «Kinometograph Keystone Studios», on Ford Sterling estrangula una noia al llit davant la càmera. Mabel intenta que la contractin com a actriu. El productor i el director no creuen que tingui gaires habilitats com a actriu, però Ford sembla interessat. Els convenç de contractar-la.
Han passat uns quants anys i Mack fa una visita a la ciutat. Passa per davant d'un nickelodeon i veu la imatge de Mabel en un pòster de la pel·lícula «At twelve o'clock». Decideix pagar i entrar. S'asseu i s'emociona quan Mabel apareix a la pantalla. L'home assegut al seu costat (Roscoe «Fatty» Arbuckle), intenta calmar-lo, ja que Mack no sembla diferenciar el que passa a la pantalla i la realitat. Mack es posa frenètic quan Ford Sterling, en el paper de malvat, amenaça Mabel i l'estrangula. Mack treu la seva pistola i comença a disparar la pantalla, i el públic, el projeccionista i la pianista es dispersen.
Mack es vol venjar i busca l'home que ha vist a la pantalla per matar-lo. El veu just en el moment que entra a casa seva i mira per la finestra. Està amb dos nens petits i tot seguit i entra Mabel amb una tercera i besa Ford i els nens. Evidentment estan casats i feliços junts. Mack, que no sap què fer, els apunta amb la seva pistola, però un veí de planta alta evita la tragèdia en abocar-li una palangana d'aigua bruta per sobre.

## Repartiment
- Mabel Normand (Mabel)
- Mack Sennett (Mack)
- Ford Sterling (villà - marit de Mabel)
- Alice Davenport (mare de Mack)
- Virginia Kirtley (rival de Mabel)
- Charles Avery (granger)
- Roscoe Arbuckle (espectador en el cinema)
- Billy Jacobs (fill de Mabel)
- Els Keystone Cops